# Nadmorski Park Krajobrazowy
Der Nadmorski Park Krajobrazowy (NPK; Landschaftsschutzpark Küste, kaschub. Nadmòrsczi Park Krajòbrazny) ist ein Naturschutzgebiet der Kategorie Landschaftsschutzpark in der Woiwodschaft Pommern, Polen. Das Schutzgebiet umfasst die Halbinsel Hel (Hela), die innere Zatoka Pucka (Putziger Wiek) und die Küste der Ostsee von Białogóra (Wittenberg) bis Mechelinki (Mechlinken). Das Schutzgebiet wurde am 5. Januar 1978 gegründet und hat heute eine Fläche von 188 km² und eine Pufferzone von 175,4 km². Im Park liegen neun Naturreservate, in der Pufferzone vier.
Der Park liegt auf dem Gebiet der Städte Puck (Putzig) und Hel (Hela) sowie der Gemeinden Jastarnia (Heisternest), Kosakowo (Kossakau), Krokowa (Krockow), Puck (Putzig) und Władysławowo (Großendorf). Die Verwaltung befindet sich in der Stadt Władysławowo.

## Beschreibung
Die Fläche des Parks beträgt 18.804 Hektar, davon sind 11.352 Hektar mit Wasser bedeckt. Die Wasserfläche umfasst den inneren Teil des Putziger Wieks, die durch die langgestreckte Sandbank Mew Ryf (Reff) vom östlichen, äußeren Teil der Bucht getrennt ist. Der Landteil des Parks umfasst die gesamte Halbinsel Hel und einen schmalen Streifen der Küste, der sich von Białogóra bis Władysławowo erstreckt, einschließlich des Sumpfgebiets bei Karwia (Karwen). Südlich von Władysławowo umfasst der Park Moränengebiete, wie die Kępa Swarzewska (Schwarzauer Kämpe) bei Swarzewo (Schwarzau) und die Kępa Pucka (Putziger Kämpe) sowie Bruchlandschaften und Feuchtgebiete an der Płutnica (Plutnitz) und der Reda (Rheda) sowie bei Mechelinki (Mechlinken).
Der Park umfasst alle für die südliche Ostsee typischen Meeresufertypen: Steilküsten, die durch Erosion entstanden sind, beispielsweise bei Chłapowo (Chlapau), Jastrzębia Góra (Habichtsberg) und Karwia, Ausgleichsküsten mit Dünengebieten, die unter dem Einfluss von Wind und Wasser entstanden sind, wie die Halbinsel Hel und die Küste bei Białogóra sowie Überschwemmungsgebiete aus denen Salzwiesen entstanden sind, wie die Torfowe Kłyle bei Jastarnia (Heisternest). Zur Flora gehören psammophile Pflanzen der Dünensande, halophile Salzpflanzen und Pflanzen der Torfmoore.
Mehr als 40 Prozent der Fläche des Parks sind von Wäldern bedeckt, die meisten davon sind Nadelwaldgemeinschaften, darunter für das Küstengebiet typische Krähenbeerwälder mit dem Strauch der Schwarzen Krähenbeere. Im Park gibt es Moltebeeren, die ein nördliches Relikt sind, und den Gagelstrauch, der hier die östliche Grenze seines Verbreitungsgebiets erreicht. Durch die Vielfalt der Ökosysteme ergeben sich günstige Lebensbedingungen für viele Tierarten. Die Vogelwelt des Parks ist besonders reichhaltig. Während des Herbst- und Frühlingszugs führt die südliche Ostseeroute des Vogelzugs über die Halbinsel Hel. Die flachen Gewässer des Putziger Wieks ermöglichen eine große Anzahl überwinternder Arten, vor allem Enten. Im Gebiet des Schutzgebiets gibt es Brutplätze für sehr seltene Vögel des Landes: Flussuferläufer, Austernfischer, Brandgänse und Gebirgsstelzen. Bis vor kurzem nisteten hier Alpenstrandläufer der vom Aussterben bedrohten baltischen Unterart Calidris alpina schinzii.
Um die natürlichen und landschaftlichen Werte der wertvollsten Gebiete des Landschaftsschutzparks und seiner Pufferzone zu bewahren, wurden neun Naturschutzgebiete im Park geschaffen, hinzu kommen vier in der Pufferzone sowie vier ökologische Gebiete, acht Natura 2000-Gebiete (zwei Vogelschutzgebiete und sechs Habitatschutzgebiete) und eine Dokumentationsstelle der unbelebten Natur. Der Park wurde 1994 im System der Ostseeschutzgebiete HELCOM BSPA (Baltic Sea Protected Areas) registriert.

## Naturschutzgebiete (Rezerwat przyrody)

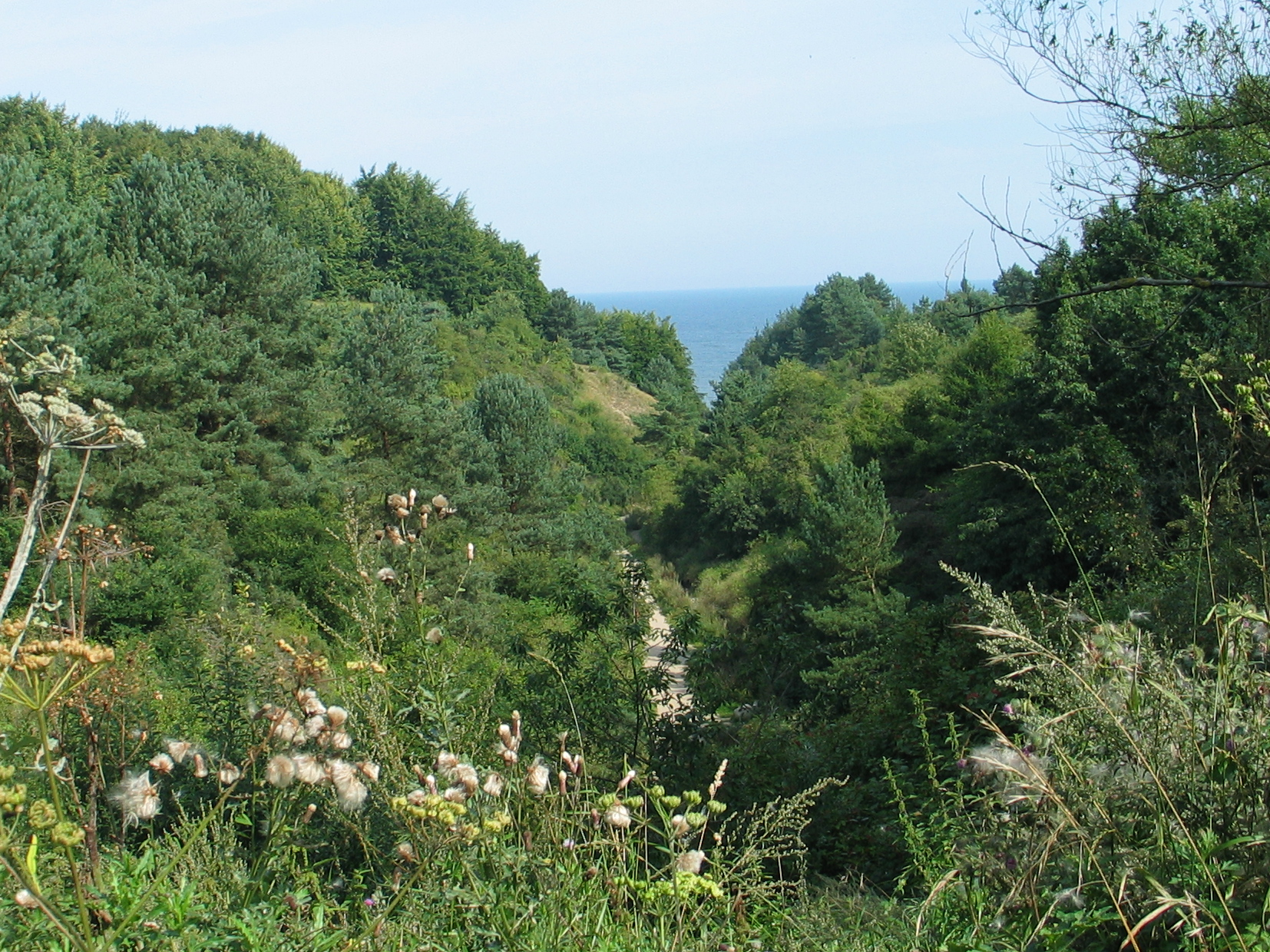
Dolina Chłapowska

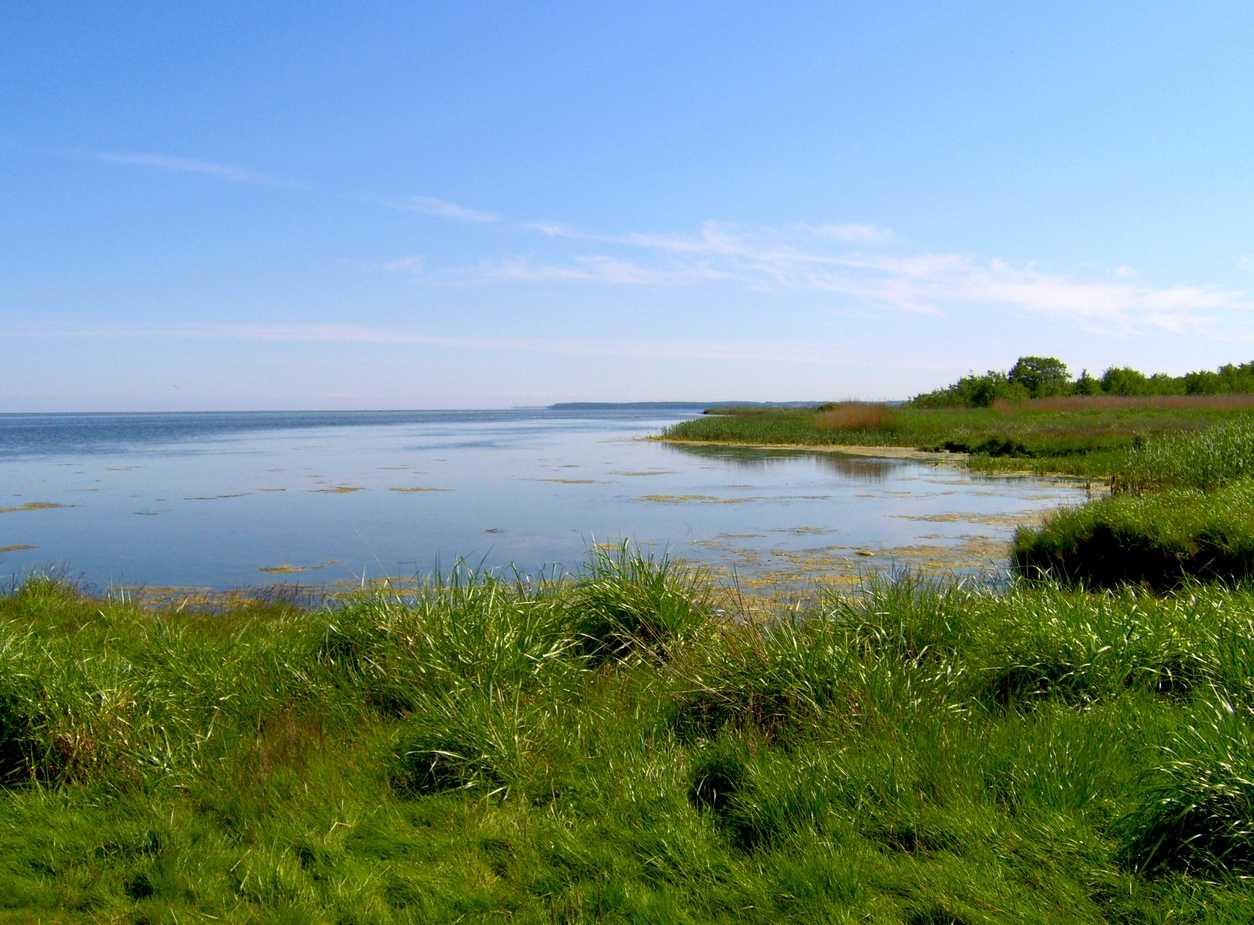
Salzwiesen Słone Łąki

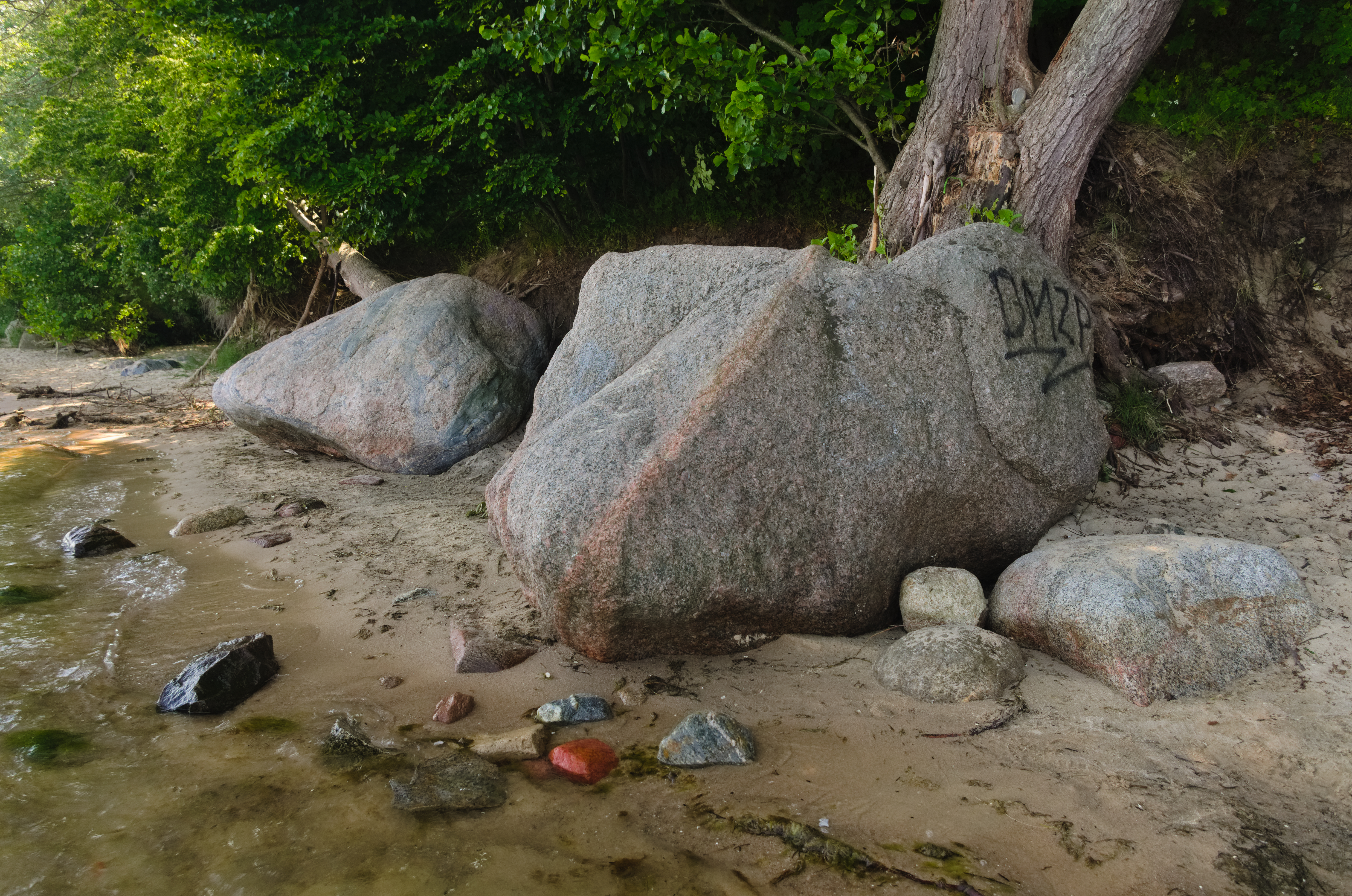
Dwunastu Apostołów

In der Pufferzone liegen die Naturschutzgebiete Babnica, Bielawa, Długosz Królewski und Zielone.
- „Babnica“ bei Białogóra (Wittenberg)
- „Beka“ – Mündung der Reda (Rheda)
- „Białogóra“ – Moorgebiet bei Białogóra (Wittenberg)
- „Bielawa“ – Moorgebiet bei Ostrowo (Ostrau)
- Dolina Chłapowska – (Schlucht bei Chlapau)
- „Długosz Królewski“ – Moorgebiet bei Wierzchucino (Wierschutzin)
- Helskie Wydmy – (Helaer Dünen)
- „Mechelińskie Łąki“ bei Mechelinki (Mechlinken)
- Piaśnickie Łąki – (Piasnitzmündung)
- Przylądek Rozewski – (Kap Rixhöft)
- Słone Łąki – Salzwiesen bei Władysławowo (Großendorf)
- „Widowo“, Waldgebiet bei Dębki (Dembeck)
- „Zielone“ bei Odargowo (Odargowo)

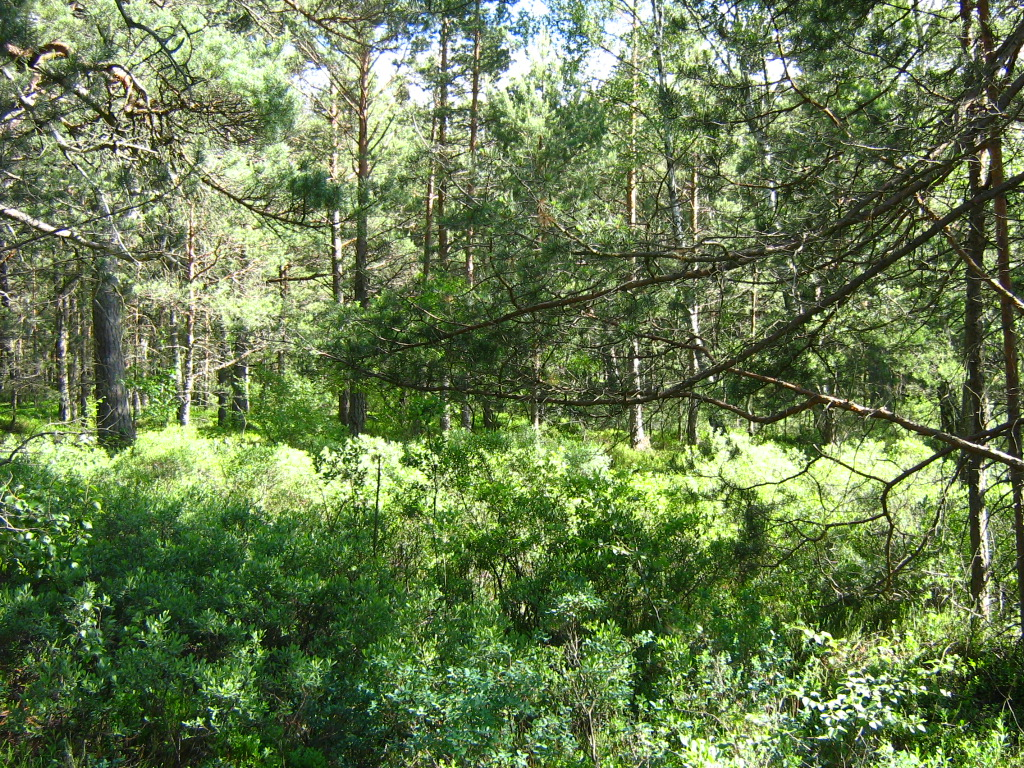
Gagelsträucher, Białogóra
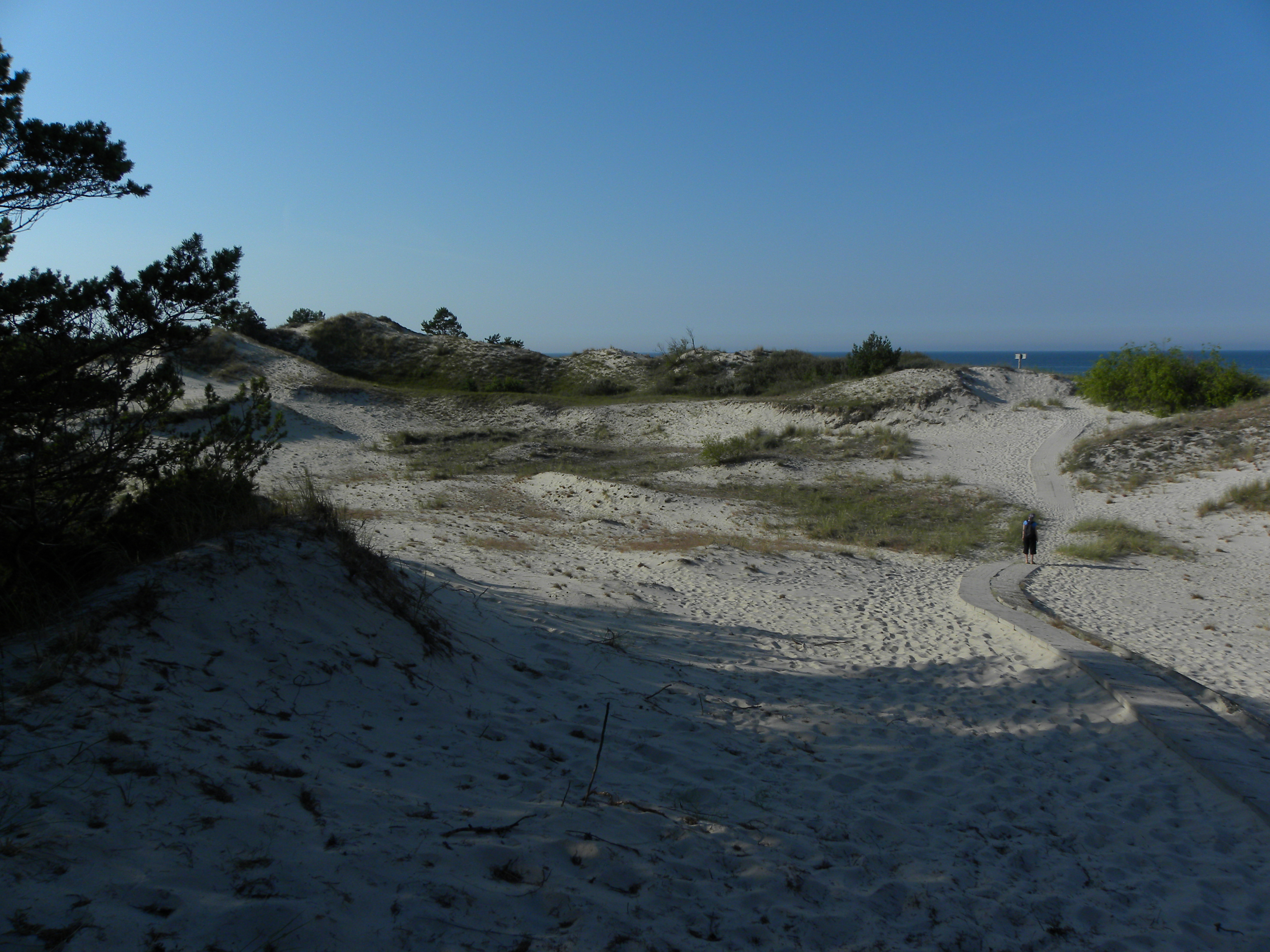
Helskie Wydmy
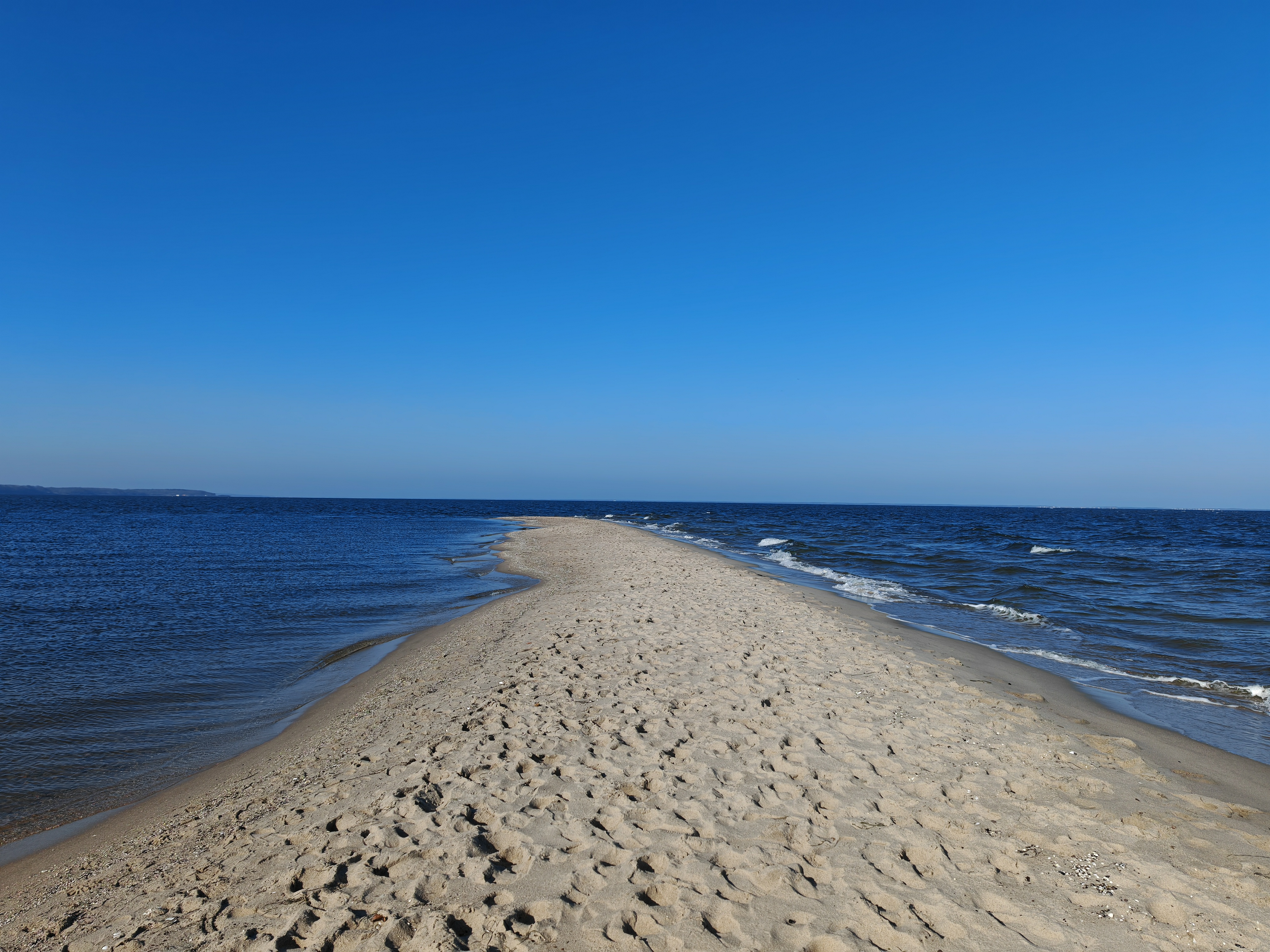
Mew Ryf
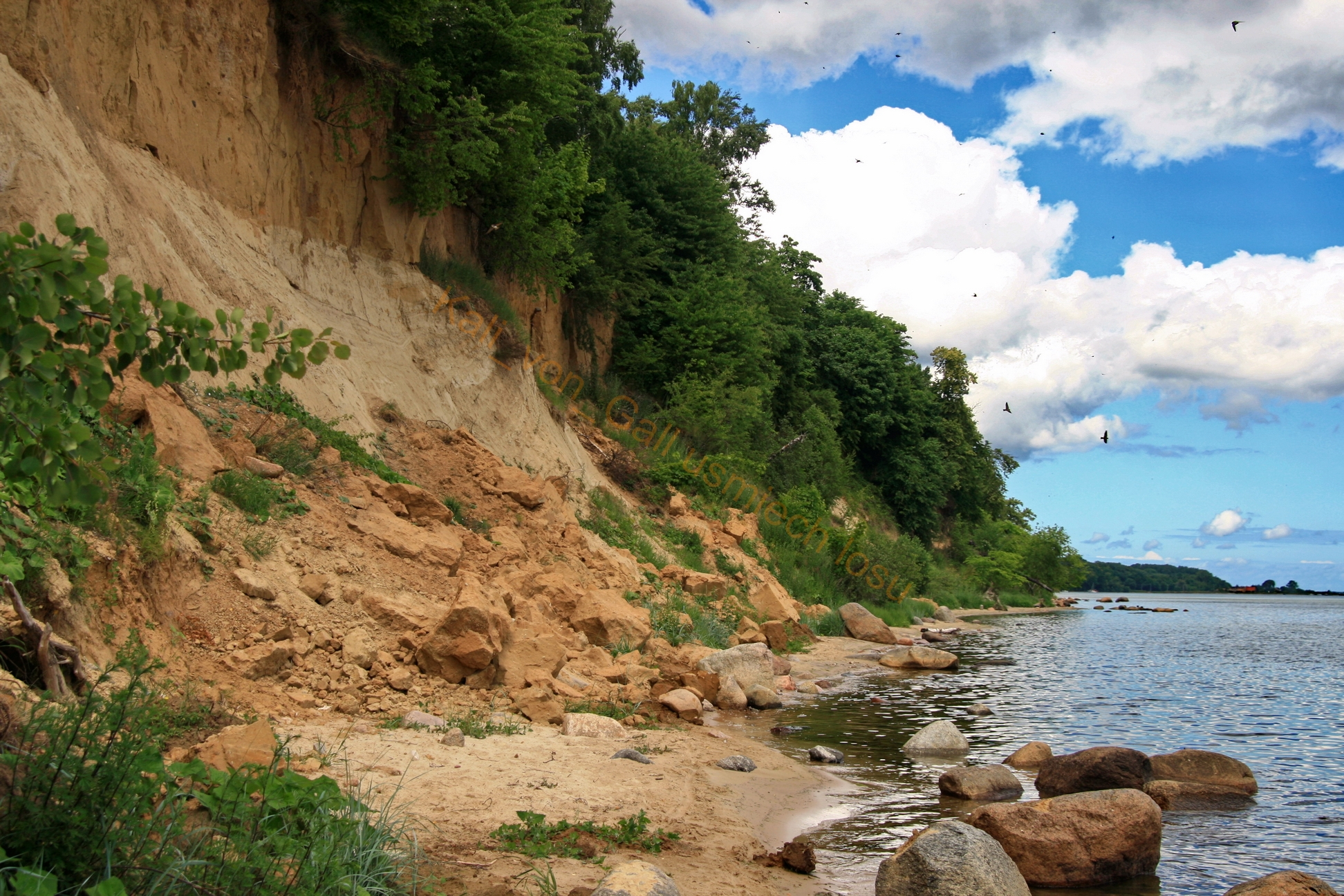
Przylądek Rozewski
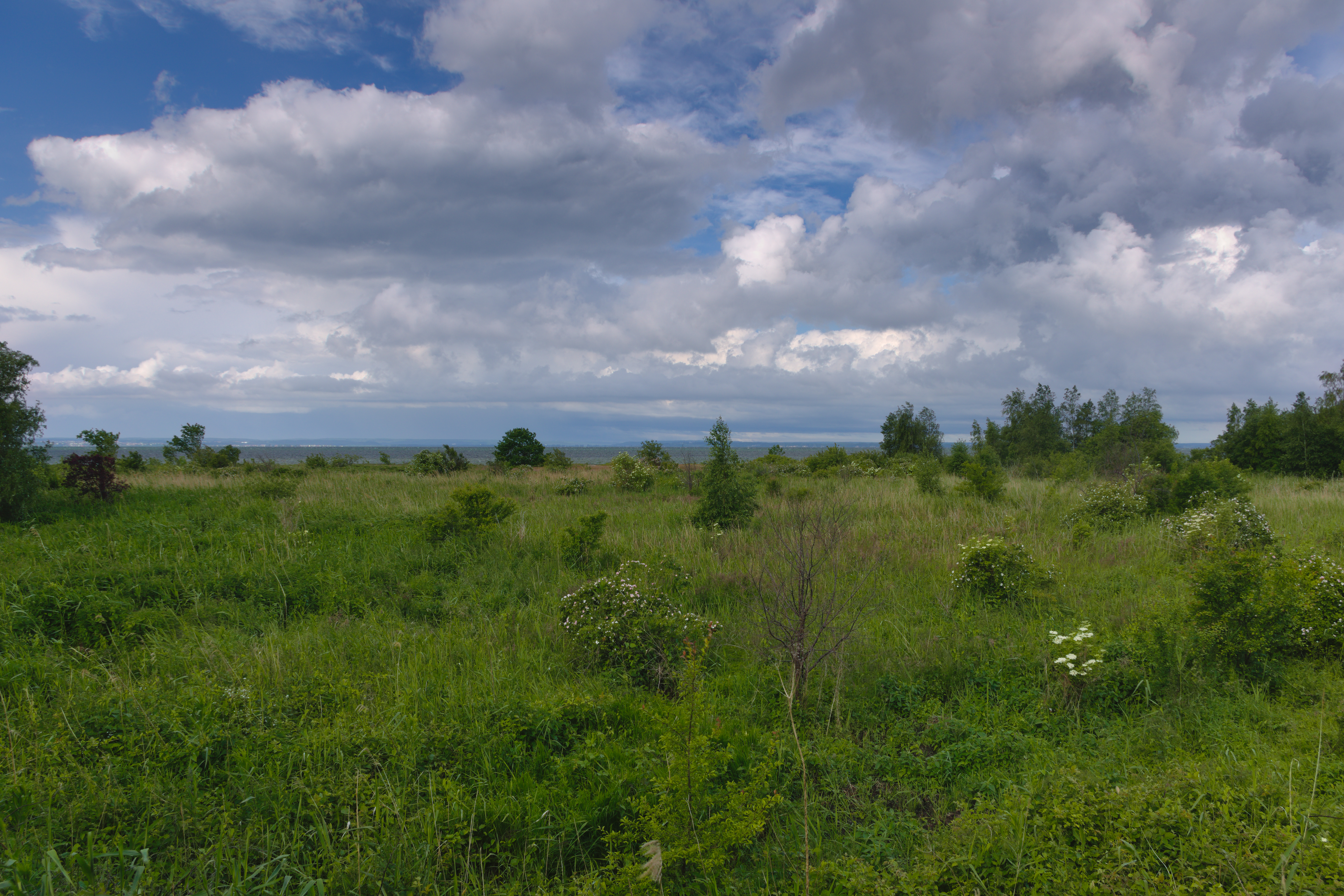
Torfowe Kłyle

## Naturdenkmale (Pomniki Przyrody)
Im Landschaftspark und seiner Pufferzone gibt es 20 Naturdenkmale: Einzelne Bäume, Baumgruppen, zwei alte Lindenalleen und die Dwunastu Apostołów (Zwölf Apostel) genannte Ansammlung von Findlingen.